# Émile Jolibois
Pour les articles homonymes, voir Jolibois.
Claude Émile Jolibois, né à Chaumont (Haute-Marne) le 6 mai 1813 et mort à Albi (Tarn) le 31 mars 1894, est un historien et archiviste français.

## Biographie
Il fit ses études au collège de Chaumont avant d'obtenir une place d'employé de mairie le 14 octobre 1830. Il fut employé en 1832 à classer les archives municipales et en devint le titulaire après avoir obtenu son titre de bachelier-es-lettres en 1833. Il a commencé ses publications par une note sur Edmé Bouchardon en 1837 et l'année suivante, il entrait à la Commission départementale des antiquités de la Côte-d'Or. Il fut nommé enseignant en classe de 4e au collège de Rethel et classait les archives de la ville. Il fut ensuite enseignant en histoire à Tours, Colmar et fut admis à l'Académie nationale de Reims en 1842 et à Société historique et archéologique de Langres  en 1847.
Mis en congé en 1849 par le Prince-Président, il se tournait vers le journalisme et participait au journal Le Rhin, puis le Républicain du Rhin avant de passer au Républicain alsacien.
Il est nommé aux Archives départementales du Tarn le 22 août 1859 ; il fut aussi archiviste de la ville d'Albi, correspondant du ministère de l'instruction publique et officier de l'instruction publique. Il fut secrétaire perpétuel de la Socièté des sciences, arts et belles-lettres du Tarn et écrivait dans la Revue du Département du Tarn qu'il a contribué à fonder.
Il reçoit en 1877 le Prix de l'Amour du travail de la ville d'Albi, l'épi d'or de la fondation Rodière.

## Hommages
C'est en son nom que la société dont il fut le secrétaire perpétuel décerne le Prix Jolibois. Une rue à Chaumont et une autre à Albi portent son nom.

## Ouvrages

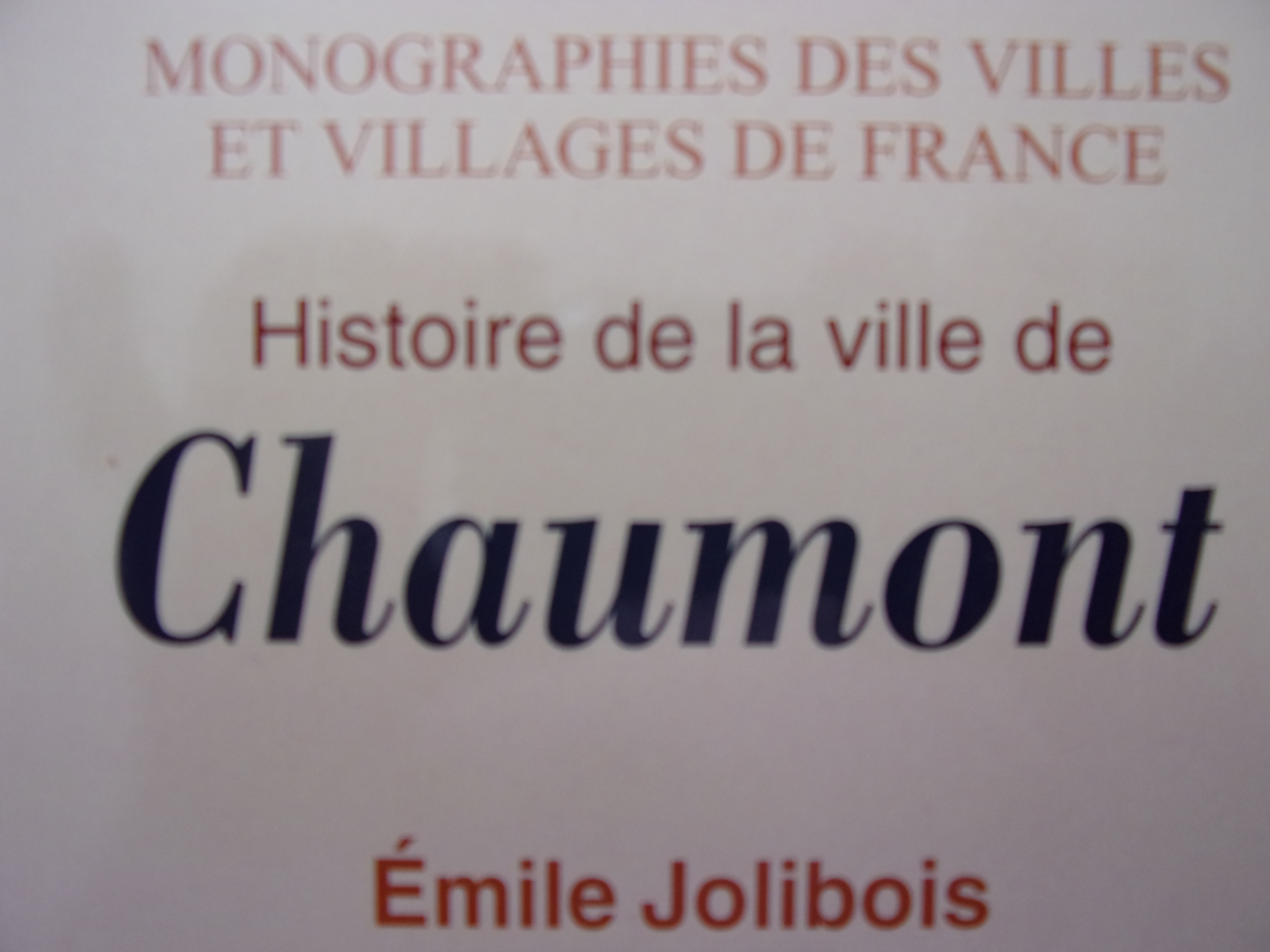

- La Haute-Marne ancienne et moderne. Dictionnaire géographique, statistique, historique et biographique de ce département, Chaumont, 1858. Réédité. Disponible en ligne : La Haute-Marne ancienne et moderne.
- Histoire de la ville de Chaumont, Chaumont, 1856.